# 中川家礼二の鉄学の時間
『中川家礼二の鉄学の時間』（なかがわけれいじのてつがくのじかん）は、CS放送鉄道チャンネルで、2012年3月16日から2013年6月まで放送していた鉄道番組。一回の放送につき30分の番組である。制作はよしもとクリエイティブエージェンシーである。

## 概要
中川家礼二が視聴者からの疑問を解決すべく、鉄道関連施設を取材（2回で1ヶ所の施設を取材）。本人の趣味もかねている。
番組終了後新たに『それゆけ!中川電鉄』がスタートした。

## 出演者
- 中川家礼二

## スタッフ
- 企画・プロデューサー：山守文雄

## 放送内容
- #1、2 いすみ鉄道（2012年3月16日、3月30日）
- #3、4 岩倉高校（2012年4月13日、4月27日）
- #5、6 鉄建建設株式会社 建設技術総合センター（2012年5月11日、5月25日）
- #7、8 鉄道整備株式会社 東京サービスセンター（2012年6月22日、7月6日）
- #9、10 東京モノレール昭和島総合センター（2012年7月20日、8月3日）
- #11、12 相模鉄道株式会社 かしわ台車両センター（2012年8月17日、8月31日）
- #13、14 日本信号株式会社 久喜事業所・上尾工場（2012年9月14日、9月28日）
- #15、16 富士急行（2012年10月12日、10月26日）
- #17、18 西武鉄道株式会社 特急レッドアロー号・横瀬車両基地（2012年11月9日、11月23日）
- #19、20 箱根登山鉄道（2012年12月7日、12月21日）
- #21、22 京浜急行電鉄（2013年1月4日、1月18日）
- #23、24 小湊鉄道／いすみ鉄道（2013年2月1日、2月15日）

## 放送局
- 兵庫県：サンテレビ

2012年10月12日(#1)から毎週金曜日の20時54分 - 21時24分に放送されている。
- 東京都：TOKYO MX

2012年12月3日(#1)から毎週月曜日の5時00分 - 5時26分に放送されている。
- BS放送：TwellV

2013年4月24日(#1)から毎週水曜日の20時00分 - 20時30分に放送されている。2014年2月19日より3月26日まで再放送。
- CS放送：MONDO TV

2013年7月11日(#1)から毎週木曜日の0時00分 - 0時30分に放送される（初回放送）。
- 群馬県：群馬テレビ

いつから放送されたか不明 毎週月曜日に放送されている。
- 福岡県：TVQ九州放送

2013年12月1日(#1)から毎週日曜日の24時35分 - 25時05分に放送予定。
- 岡山県・香川県：山陽放送

2012年7月12日(#1)から2012年10月3日(#13)まで、毎週水曜日の25時20分 - 25時50分(#5(8/8)は24時50分から、#6(8/15)は25時41分からに時間変更)に放送された2014年5月11日(#14)毎週日曜日6：15　-　6：45で放送再開。
- 鹿児島県：鹿児島読売テレビ

2014年7月夏頃より放送開始、時間未定、不定期にて。
- 京都府：KBS京都

2015年4月26日(#1)より9月27日(#24)まで毎週日曜日23：30 - 24：00に放送されていた、次作である『それゆけ!中川電鉄』の後番組としての放送だった。
- 長崎県：長崎国際テレビ

2020年4月20日(4月19日深夜)(#1)から毎週月曜日(毎週日曜日深夜)の1時25分 - 1時55分(25時25分 - 25時55分)に放送されている。6月1日から8月31日は放送休止、9月7日より放送再開。

## 備考
- もともと鉄道チャンネルではSD放送だったが、山陽放送では全編ハイビジョン放送であった。
- CS鉄道チャンネルも2012年10月1日からスカパー!プレミアムサービス（旧スカパー!HD）でHD放送を開始した（ch.546）ため、#15以降は初回放送からハイビジョンでも放送されたほか、#14までの回も全エピソードがハイビジョンでリピート放送された。

## DVD
特典映像を含めた番組DVD
- 中川家 礼二の鉄学の時間(1)

　#1～#4を収録
- 中川家 礼二の鉄学の時間(2)

　#5～#8を収録
- 中川家 礼二の鉄学の時間(3)

　#9～#12を収録
- 中川家 礼二の鉄学の時間(4)

　#13～#16を収録
- 中川家 礼二の鉄学の時間(5)

　#17～#20を収録
- 中川家 礼二の鉄学の時間(6)

　#21～#24を収録